# Lijst van voetbalinterlands Oezbekistan - Palestina
Deze lijst van voetbalinterlands is een overzicht van alle officiële voetbalinterlands tussen de nationale teams van Oezbekistan en Palestina. De landen hebben tot nu toe zes keer tegen elkaar gespeeld. De eerste ontmoeting was een kwalificatiewedstrijd voor het Wereldkampioenschap voetbal 2006 op 9 juni 2004 in Tasjkent. Het laatste duel, een vriendschappelijke wedstrijd, vond plaats in Doha (Qatar) op 7 januari 2024.

## Wedstrijden
| № | Plaats    | Datum            | Competitie           | Wedstrijd               | Uitslag |
| - | --------- | ---------------- | -------------------- | ----------------------- | ------- |
| 1 | Tasjkent  | 9 juni 2004      | WK 2006 kwalificatie | Oezbekistan − Palestina | 3 − 0   |
| 2 | Ar Rayyan | 8 september 2004 | WK 2006 kwalificatie | Palestina − Oezbekistan | 0 − 3   |
| 3 | Dubai     | 13 december 2014 | Vriendschappelijk    | Oezbekistan − Palestina | 1 − 0   |
| 4 | Ar-Ram    | 5 september 2019 | WK 2022 kwalificatie | Palestina − Oezbekistan | 2 − 0   |
| 5 | Tasjkent  | 19 november 2019 | WK 2022 kwalificatie | Oezbekistan − Palestina | 2 − 0   |
| 6 | Doha      | 7 januari 2024   | Vriendschappelijk    | Palestina − Oezbekistan | 0 − 1   |

## Samenvatting
| Competitie        | Totaal gespeeld | Winst Oezbekistan | Gelijk | Winst Palestina | Doelsaldo Oezbekistan – Palestina |
| ----------------- | --------------- | ----------------- | ------ | --------------- | --------------------------------- |
| WK-kwalificatie   | 4               | 3                 | 0      | 1               | 8 − 2                             |
| Vriendschappelijk | 2               | 2                 | 0      | 0               | 2 − 0                             |
| Totaal            | 6               | 5                 | 0      | 1               | 10 − 2                            |

UFF · A-internationals · Bondscoaches · Statistieken · Oezbeeks vrouwenelftal · Olympisch elftal · Oezbekistan U21 · Oezbekistan U20 · Oezbekistan U19 · Oezbekistan U18 · Oezbekistan U17
1990 – 1999 ·
2000 – 2009 ·
2010 – 2019 ·
2020 – 2029 ·
1994 · 
1995 · 
1996 · 
1997 · 
1998 · 
1999 · 
2000 · 
2001 · 
2002 · 
2003 · 
2004 · 
2005 · 
2006 · 
2007 · 
2008 · 
2009 · 
2010 · 
2011 · 
2012 · 
2013 · 
2014 ·
2015 ·
2016 ·
2017 ·
2018 ·
2019 ·
2020 ·
2021 ·
2022 ·
2023
Albanië ·
Armenië ·
Australië ·
Azerbeidzjan ·
Bahrein ·
Bangladesh ·
Bolivia ·
Bosnië en Herzegovina ·
Burkina Faso ·
Cambodja ·
Canada ·
China ·
Costa Rica ·
Estland ·
Filipijnen ·
Georgië ·
Hongkong ·
India ·
Indonesië ·
Irak ·
Iran ·
Israël ·
Japan ·
Jemen ·
Jordanië ·
Kameroen ·
Kazachstan ·
Kirgizië ·
Koeweit ·
Letland ·
Libanon ·
Malediven ·
Maleisië ·
Marokko ·
Mexico ·
Mongolië ·
Montenegro ·
Nieuw-Zeeland ·
Nigeria ·
Noord-Korea ·
Oeganda ·
Oekraïne ·
Oman ·
Palestina ·
Qatar ·
Rusland ·
Saoedi-Arabië ·
Senegal ·
Singapore ·
Slowakije ·
Sri Lanka ·
Syrië ·
Tadzjikistan ·
Taiwan ·
Thailand ·
Turkije ·
Turkmenistan ·
Uruguay ·
Venezuela ·
Verenigde Arabische Emiraten ·
Verenigde Staten ·
Vietnam ·
Wit-Rusland ·
Zuid-Korea ·
Zuid-Soedan ·
Zweden
PFF · 
Bondscoaches · 
A-internationals · 
Palestijns vrouwenelftal
1953 – 1959 ·
1960 – 1969 ·
1970 – 1979 ·
1980 – 1989 ·
1990 – 1999 ·
2000 – 2009 ·
2010 – 2019 ·
2020 − 2029
Afghanistan ·
Australië ·
Azerbeidzjan ·
Bahrein ·
Bangladesh ·
Bhutan ·
Burundi ·
Cambodja ·
Chili · 
China ·
Comoren ·
Egypte ·
Filipijnen ·
Griekenland ·
Guam ·
Hongkong ·
India ·
Indonesië ·
Irak ·
Iran ·
Japan ·
Jemen ·
Jordanië ·
Kazachstan ·
Kirgizië ·
Koeweit ·
Libanon ·
Libië ·
Malediven ·
Maleisië ·
Marokko ·
Mauritanië ·
Mongolië ·
Myanmar ·
Nepal ·
Noord-Korea ·
Oezbekistan ·
Oman ·
Oost-Timor ·
Pakistan ·
Qatar ·
Saoedi-Arabië ·
Seychellen ·
Singapore ·
Soedan ·
Sri Lanka ·
Syrië ·
Tadzjikistan ·
Taiwan ·
Tanzania ·
Thailand · 
Turkmenistan ·
Verenigde Arabische Emiraten ·
Vietnam ·
Zuid-Korea